# Straßenverkehrsgesetz
Das Straßenverkehrsgesetz (StVG) ist ein Bundesgesetz, das vor allem die Grundlagen des Straßenverkehrsrechts in Deutschland enthält. Es regelt dieses Rechtsgebiet zusammen mit der Fahrerlaubnis-Verordnung (FeV), der Fahrzeug-Zulassungsverordnung (FZV), der Straßenverkehrs-Ordnung (StVO) und der Straßenverkehrs-Zulassungs-Ordnung (StVZO) weitestgehend.

## Gliederung

### Teil I Verkehrsvorschriften
Hier sind die grundlegenden Verkehrsvorschriften zur Zulassung von Kraftfahrzeugen und Anhängern enthalten (näher ausgeführt in der Straßenverkehrs-Zulassungs-Ordnung) sowie zur Zulassung von Personen zum Straßenverkehr als Basis des Fahrerlaubnisrechtes (detailliert ausgeführt in der Fahrerlaubnis-Verordnung). Eine wichtige Vorschrift ist § 6 StVG, die das Bundesverkehrsministerium ermächtigt, weitere Rechtsverordnungen zur Regelung des Straßenverkehrs zu erlassen. Beispiele für Verordnungen aufgrund dieser Vorschrift sind die Straßenverkehrs-Ordnung, die Fahrerlaubnis-Verordnung und die Straßenverkehrs-Zulassungs-Ordnung.

### Teil II Haftpflicht
regelt die Haftpflicht für Personen- und Sachschäden bei einem Verkehrsunfall (Gefährdungshaftung).

### Teil III Straf- und Bußgeldvorschriften
enthält Straf- und Bußgeldvorschriften, zum Beispiel für das Fahren ohne Fahrerlaubnis, den Kennzeichenmissbrauch und das Fahren unter Einfluss psychoaktiver Substanzen (0,5-Promille-Grenzwert, § 24a StVG).

### Teil IV Fahreignungsregister
umfasst die Vorschriften für das Fahreignungsregister (Eintragung, Verwaltung und Löschung der „Flensburg-Punkte“).

### Teil V Fahrzeugregister
befasst sich mit dem Fahrzeugregister, das Daten der Fahrzeuge und Fahrzeughalter aller in der Bundesrepublik Deutschland zugelassenen Kraftfahrzeuge vorhält.

### Teil VI Fahrerlaubnisregister
regelt die örtlichen und das zentrale Fahrerlaubnisregister, das Daten aller in der Bundesrepublik Deutschland ausgegebenen Führerscheine verwaltet und dokumentiert, ob diese noch gültig bzw. entzogen sind.

### Teil VII
enthält gemeinsame Vorschriften und Übergangsregelungen.

## Geschichte

Vorläufer des StVG

Der Vorläufer des deutschen Straßenverkehrsgesetzes war das „Gesetz über den Verkehr mit Kraftfahrzeugen“ vom 3. Mai 1909, mit dem der Reichsgesetzgeber die generelle Gesetzgebungskompetenz im Verkehrsrecht erstmals ausübte. Inhalt war vorrangig die Regelung der Haftung bei Verkehrsunfällen mit Kraftfahrzeugen, die mit Zunahme der Motorisierung immer dringlicher wurde. Das Gesetz enthielt aber auch schon einzelne Verhaltensvorschriften im Straßenverkehr.
In der Nachfolge trat am 23. Januar 1953 das Straßenverkehrsgesetz (StVG) der Bundesrepublik Deutschland in Kraft. Mittlerweile wurden einige Vorschriften des Gesetzes zur Berücksichtigung der aktuellen Rechtsentwicklung geändert. Die Gefährdungshaftung  des Fahrzeughalters entspricht, abgesehen von mehrfachen Anpassungen ihrer Obergrenzen, heute noch weitgehend unverändert den Regelungen von 1909.
Im Juli 2023 beschloss die Bundesregierung eine Reform des Straßenverkehrsgesetzes, die Klima- und Umweltschutz, Gesundheit und städtebaulicher Entwicklung ein höheres Gewicht in der Verkehrsplanung einräumen soll, indem damit straßenverkehrsrechtliche Maßnahmen begründet werden können. Dies soll es Kommunen beispielsweise erleichtern, Sonderfahrspuren für umweltfreundliche Verkehrsmittel und Tempo-30-Zonen einzurichten. Der Bundestag stimmte dem Gesetzentwurf am 20. Oktober zu. Im Bundesrat erhielt das zustimmungsbedürftige Gesetz jedoch am 24. November nicht die erforderliche Anzahl an Stimmen, da mehrere Länderregierungen ihre Zustimmung verweigerten. Daraufhin wurde die parallel zur Abstimmung gestellte Novellierung der StVO von der Tagesordnung abgesetzt. Die Bundesregierung rief am 6. Juni 2024 zu dem Gesetz den Vermittlungsausschuss an. Dieser schlug am 12. Juni 2024 vor, die Sicherheit des Verkehrs sei bei den betreffenden Maßnahmen nicht nur zu berücksichtigen, sondern dürfe nicht beeinträchtigt werden. Der Bundestag und der Bundesrat stimmten diesem Kompromissvorschlag am 14. Juni 2024 zu. Dieses Änderungsgesetz trat am 17. Juli 2024 in Kraft.